# گونور
گونور یا گونورا (به انگلیسی: Gunnor)؛ (حدود ۹۳۶–۵ ژانویه ۱۰۳۱) در پی ازدواج با ریچارد یکم، دوک نورماندی، دوشس نورماندی بود.